# Markthalle (Monségur)

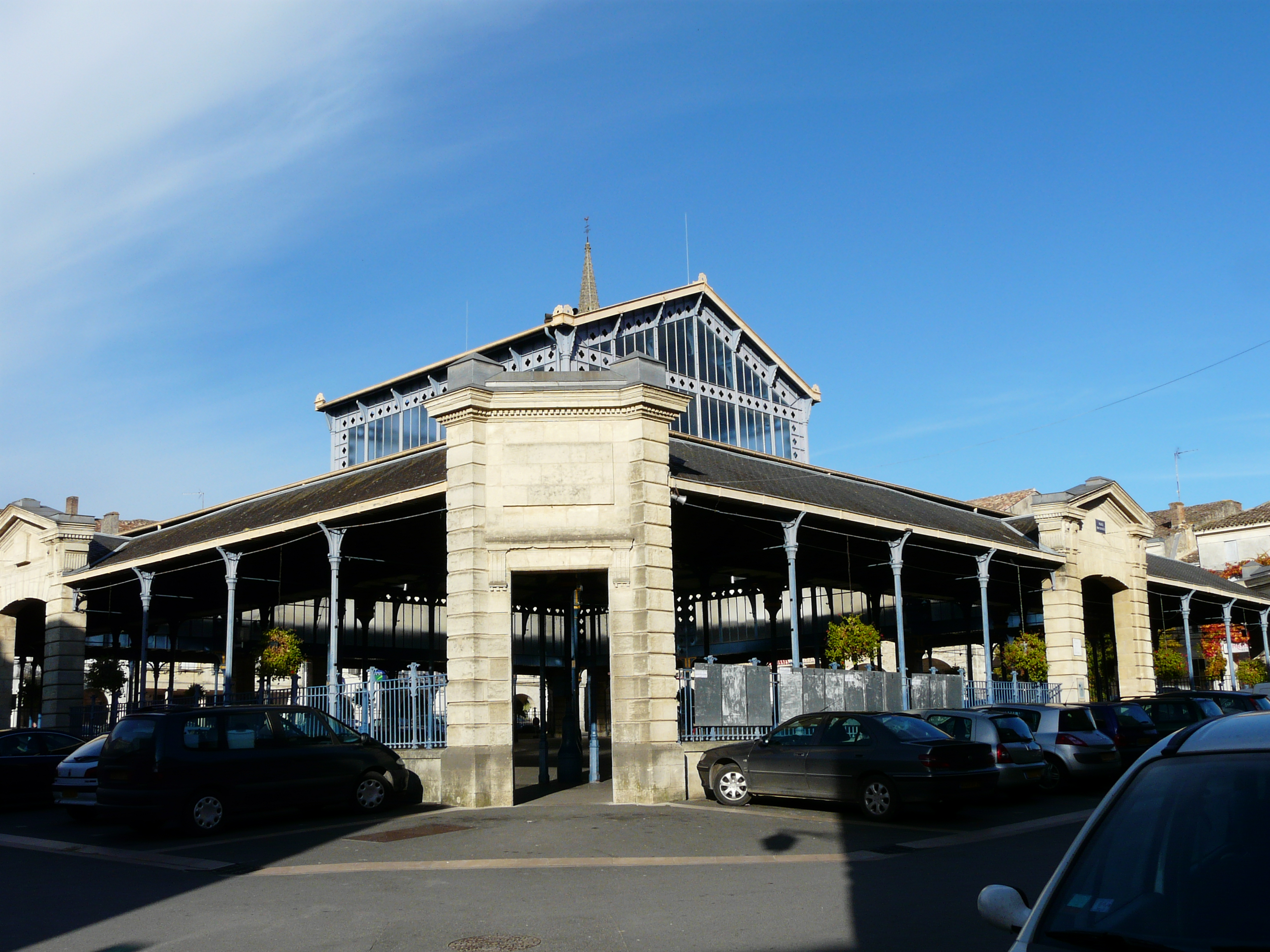
Markthalle in Monségur

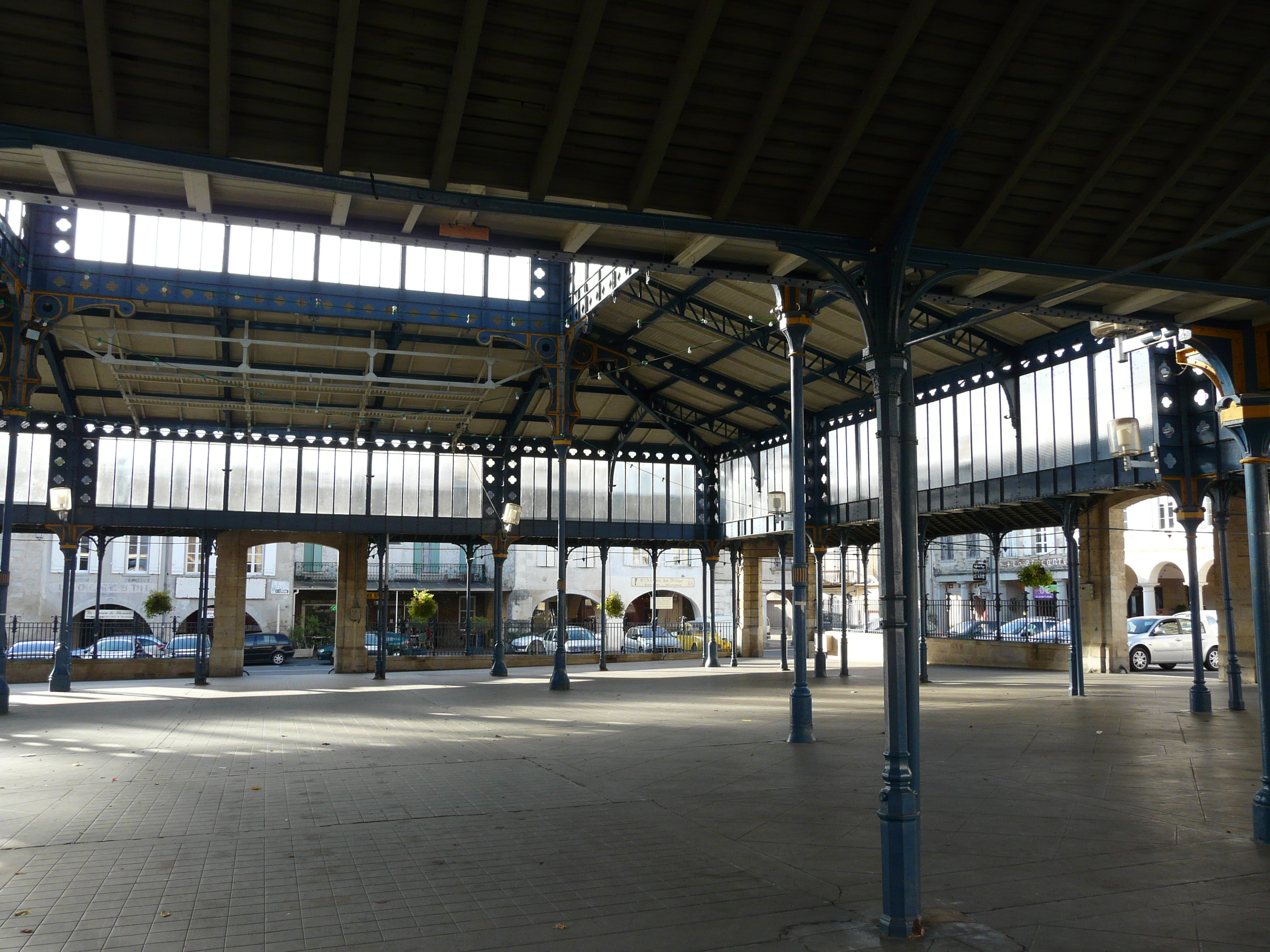
Innenansicht

Das  Markthalle in Monségur, einer französischen Gemeinde im Département Gironde in der Region Nouvelle-Aquitaine, wurde in zwei Bauphasen (1867 bis 1872 und 1897) errichtet. Im Jahr 2011 wurde die Markthalle im Zentrum der Bastide als Monument historique in die Liste der Baudenkmäler in Frankreich aufgenommen.
Die Markthalle wurde nach Plänen der Architekten Marius Faget (erste Bauphase) und Jean-Jacques Valleton (zweite Bauphase) errichtet. Das tragende Element sind die Stützen aus Gusseisen. Das zentrale Oberlicht wurde in der zweiten Bauphase vollendet, als die Markthalle vergrößert wurde. 